# Ernst Modersohn
Ernst Modersohn (* 14. Februar 1870 in Soest; † 2. Februar 1948 in Bad Blankenburg) war ein deutscher evangelischer Pfarrer, Evangelist und geistlicher Schriftsteller. Er verfasste über 260 Schriften, die in 60 Sprachen übersetzt wurden und eine Gesamtauflage von vier Millionen Exemplaren erreichten. Als populärer Evangelist, der der Heiligungsbewegung und dem Neupietismus zuzurechnen ist, wurde er auch als deutscher Moody bezeichnet.

## Leben
Ernst Modersohn war ein Sohn Wilhelm Modersohns (1832–1918), der als Baumeister in Soest und ab 1874 in Münster und zuletzt in Bad Blankenburg (Thüringen) tätig war. Seine Mutter war die Bäckerstochter Luise Modersohn, geb. Heidebrink (1833–1905). Modersohn wollte ursprünglich Schauspieler und Maler werden. Er war der jüngere Bruder des Landschaftsmalers Otto Modersohn (1865–1943) und damit Schwager der Malerin Paula Modersohn-Becker. Bereits ab 16 Jahren schrieb er Novellen und Gedichte, aber auf Druck des Vaters entschloss er sich dann doch zum Studium der evangelischen Theologie in Tübingen, Berlin, Halle und Bonn.
Nach seinem Studium wollte er in den Kirchendienst eintreten, aber es war gerade keine Stelle verfügbar. Daher nahm er eine Lehrerstelle an, wo er 105 Kinder im Alter von sechs bis neun Jahren unterrichten musste. In seiner Hilflosigkeit begann er zu beten und machte die Erfahrung, dass er Hilfe und Freude an der Arbeit als Lehrer bekam. Während seiner Vikariatszeit im Siegerland, die am 1. September 1893 begann, erlebte er eine Bekehrung zu Jesus Christus. Von 1894 bis 1899 war er als Pfarrer in Weidenau tätig und ab 1900 in Mülheim an der Ruhr. Im gleichen Jahr übernahm er die Herausgabe der Wochenschrift Sabbathklänge, des Organs des rheinischen Altpietismus. 1911 nannte er es in Heilig dem Herrn um, was sein Lebensmotto war. Es hatte einen Leserkreis von bis zu 42.000 Personen und galt als das meistgelesene Erbauungsblatt der damaligen Zeit.
1905/06 kam es in Mülheim zu einer Erweckung, die zugleich einer der Ausgangspunkte der deutschen Pfingstbewegung wurde. Modersohn erhielt dort Unterstützung durch Pfarrer Martin Girkon und Evangelist Jakob Vetter, der gerade von der Erweckung in Wales zurückgekommen war und davon berichtete. Bis etwa 1910 stand Modersohn der Pfingstbewegung nahe und vertrat ein Christentum mit stark individualistischen Zügen. Seine Predigten wurden von bis zu 1000 Personen gehört, auf Heiligungskonferenzen war er ein bekannter Redner und seine Schriften wurden weltweit gelesen.
1906 wurde er von der Deutschen Evangelischen Allianz nach Bad Blankenburg berufen, wo er die Leitung des Allianzhauses und des Thüringischen Gemeinschaftsbundes übernahm. Ab 1910 wurde er für die Evangelisation freigestellt. Er war bald der volkstümlichste Evangelist Deutschlands und wurde „der deutsche Moody“ genannt. 1913 war Modersohn an der Gründung des „Pfarrerinnen- und Pfarrer-Gebetsbundes“ beteiligt. 1919 wurde für den Druck seiner vielen Schriften – er verfasste insgesamt 268 Titel, die in 60 Sprachen übersetzt wurden und eine Gesamtauflage von vier Millionen Exemplaren erreichten – der Harfeverlag gegründet, der zuerst im Gasthaus Zur Harfe untergebracht war. 1922 zog der Verlag ins Gasthaus Zum Anker um, 1925 in einen Neubau an der Wirbacher Straße, wo vorbildliche und soziale Arbeitsbedingungen herrschten. Bis zum Jahr 1989 wurden dort Bibeln, christliche Bücher und Zeitschriften gedruckt.
Im Kirchenkampf zwischen Deutschen Christen und Bekennender Kirche versuchte Modersohn anfangs sich neutral zu verhalten. Am Anfang des Nazi-Regimes ließ er sich von dessen wirtschaftlichem Aufschwung blenden. Jedoch nahmen die Repressalien durch das Regime kontinuierlich zu. Zuerst wurden viele der von ihm publizierten Inhalte unter Zensur gestellt. Dann wurde das Sammeln von Spenden für diakonische und missionarische Zwecke untersagt, um diese spendenfinanzierten Arbeiten zu unterbinden. Seitens des Regimes wurde Modersohn aufgrund seines Bekenntnisses zu Jesus Christus als Landesverräter betrachtet und der von ihm geleitete Gebetsbund aufgelöst. Schließlich wurde Modersohn von der Gestapo verhaftet. Nach mehrwöchiger Inhaftierung wieder freigelassen, erhielt er ein fast fünfjähriges Reise-, Rede- und Schreibverbot.
Nach Kriegsende wurden seine Schriften Überwunden (1934) und Aus einer verborgenen Welt (1939, beide im Harfe-Verlag, Bad Blankenburg) in der Sowjetischen Besatzungszone auf die Liste der auszusondernden Literatur gesetzt.
Modersohn war Vorstandsmitglied des Gnadauer Verbandes, des Jugendbundes für entschiedenes Christentum und des Gemeinschafts-Diakonieverbandes, Mitbegründer des Pfarrergebetbundes sowie Gründer des Verlages und der Druckerei „Harfe“. Durch seine Mitarbeit an Adolf Stoeckers christlicher Zeitschrift Das Volk und besonders durch seine eigenen Zeitschriften Sabbathklänge bzw. Heilig dem Herrn (Auflage bis ca. 100.000 Stück) sowie durch 260 Bücher und Hefte mit einer Gesamtauflage von über 4 Millionen (Stand 1990) wurde er ein bekannter Schriftsteller.

## Familie
Modersohn heiratete am 9. April 1896 Hedwig, eine Frau aus Münster, mit der er drei Töchter hatte und die bereits im Jahr 1900 starb. Am 17. Dezember 1901 heiratete er in Naumburg an der Saale Gertrud Freiin von Werthern (* 1869). Sie gebar auch drei Kinder, wobei der erste Sohn Werner früh starb. Die Tochter Ruth wurde Diakonisse und starb an Folgen von Krebs. Der Sohn Alfred übernahm in den 1950er Jahren die Leitung des Harfe-Verlags.

## Schriften (Auswahl)

### Titel mit bibliographischen Angaben
- Aus dem Unglück ins Glück. Betrachtungen über die Geschichte Naemans, 2. Könige 5 (= Biblische Bilder IV), Bad Blankenburg 1923 (Digitalisat).
- Der Prophet Elia. Biblische Betrachtungen, herausgegeben vom Evangelisch-kirchlichen Gnadauer Gemeinschaftswerk, 3., veränderte Auflage, Evangelische Verlagsanstalt, Berlin 1960, DNB 453415490, Neuauflage 2020.
- Menschen, durch die ich gesegnet wurde, R. Brockhaus, Wuppertal 1964.
- Im Banne des Teufels, Verlag der Francke-Buchhandlung, Marburg an der Lahn 1975, ISBN 3-920345-54-1.
- Er führet mich auf rechter Straße (Autobiographie), R. Brockhaus Verlag, Wuppertal 1984, ISBN 3-417-20194-2 (gekürzte Taschenbuch-Ausgabe).
- Christsein in unserer Zeit, Trachsel, Frutigen 1981, ISBN 3-7271-0069-9.
- Aus meiner Hausapotheke. Allerlei Rat für das tägliche Leben, Hänssler Verlag, Neuhausen-Stuttgart 1982, ISBN 3-7751-0181-0; Brockhaus, Wuppertal 2001; SCM, Holzgerlingen 2013, ISBN 978-3-4172-2681-2.
- Wie werde ich frei?, durchgesehene und erweiterte Auflage, R. Brockhaus, Wuppertal 1986, ISBN 3-417-20392-9.
- Werdet voll Geistes. Biblische Betrachtungen über Epheser 4 und 5, O. Fleig, Freiburg i. Br. 1921; zuletzt Herold, Gerth Medien, Aßlar 1986, 5. Auflage 2004, ISBN 3-88936-051-3.
- Ausgerüstet mit Kraft, Bearbeitung Traugott Thoma, Verlag der Liebenzeller Mission, Bad Liebenzell 1989, ISBN 3-88002-374-3 (zuvor unter dem Titel Die geistliche Waffenrüstung der Kinder Gottes veröffentlicht).
- Die Frauen des Neuen Testaments (= Die Frauen der Bibel. Band 2), Hänssler, Neuhausen-Stuttgart 1989 und 1999, ISBN 3-7751-0670-7.
- Ein gesegnetes Leben. Betrachtungen über die Geschichte des Propheten Elisa, Neubearbeitung, Evangelische Verlagsanstalt, Berlin 1990, ISBN 3-374-00589-6.
- Wie ich beten kann. Das Vaterunser, Christlicher Verlag Säemann, 2022, ISBN 978-3-9440-0452-5.

### Weitere Titel

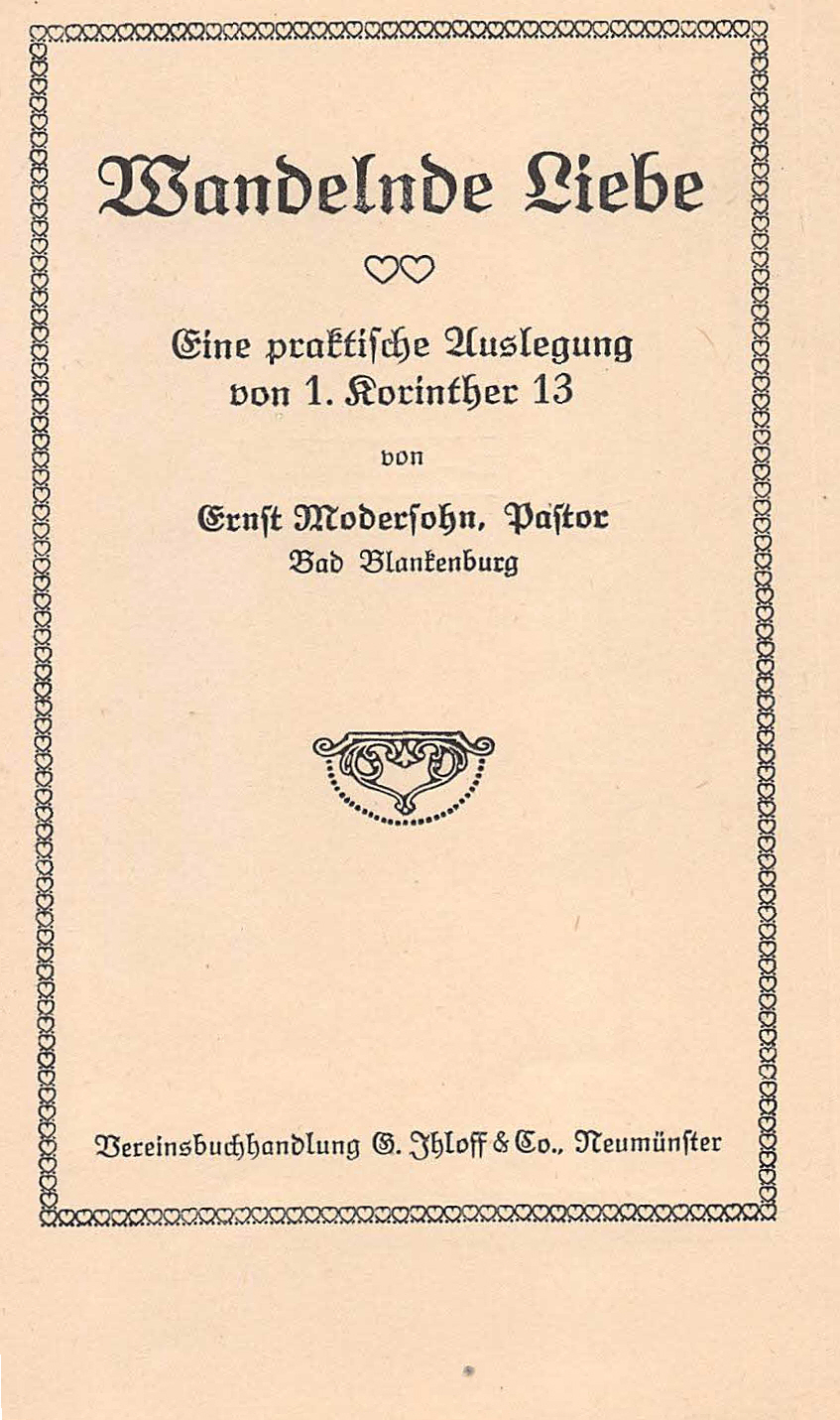
Titelseite des Buches Wandelnde Liebe

- Das Siegesleben der Kinder Gottes und seine Hindernisse. Biblische Betrachtungen.
- Die beste Gabe (Weihnachtsgeschichten).
- Die Frauen des Alten Testaments (Teil 1 von Die Frauen der Bibel), Neuauflage 1998.
- Ein Leben des Glaubens. Biblische Betrachtungen über das Leben Abrahams, Neuauflagbe 2019.
- In der Lebensschule.
- Soll ich mich noch einmal taufen lassen?
- Tägliche Stille 1, Neuauflage 2019.
- Tägliche Stille 2, Neuauflage 1994.
- Was ich sah und was ich sann: Bilder und Geschichten, 1920.
- Was wir brauchen (Epheser 1–2), Neuauflage 2009.
- Paulus, ein Apostel Jesu Christi.
- Frucht für Gott (Johannes 15).
- Durch den Glauben (Hebräer 11).